# Balla Koné
Balla Koné (1 juillet 1920 à Bougouni - 16 décembre à  1985 Bamako) était un militaire malien considéré comme le fondateur de la gendarmerie du pays.
Koné a fréquenté l'école à Kati et Saint-Louis puis s'est porté volontaire pour l'armée coloniale française. Il participe à la Seconde Guerre mondiale et aux guerres d'Indochine et d'Algérie, puis étudie dans les écoles militaires de Fréjus et Melun à la fin des années 1950. Koné sert ensuite dans la gendarmerie du Soudan français, devenue en 1960 la Garde républicaine de la République fédérale du Mali qu'il dirige en tant que chef de corps. Après la désintégration du gouvernement fédéral et l'indépendance de la République du Mali, la Garde républicaine est séparée de la gendarmerie et son commandant devient Boubacar Traoré. Koné commanda la gendarmerie jusqu'au coup dÉtat de 1968.
Après le coup d'État militaire, Koné a été ministre de la Sécurité de l'information de 1968 à 1969 et chef du conseil municipal de Bamako de 1969 à 1970. Il prit ensuite sa retraite.
L'école de la Gendarmerie Caserne Chef d’Escadron Balla Koné a été nommée en son hommage.